# Blaufleckiger Ansauger
Der Blaufleckige Ansauger  (engl. clingfish, also „Haftfisch“) (Lepadogaster lepadogaster), ist ein nordostatlantischer Vertreter der fast weltweit marin verbreiteten Familie der Ansauger oder Schildfische. In Brehms Thierleben (1892) gilt er noch als weiter nach Norden verbreitet, während die britischen Funde heute einer verwandten Art, L. purpurea, zugerechnet werden, weil L. lepadogaster wärmere Küsten bevorzugt. Man hat die Schildbäuche von ihrer Gestalt her schon mit Kaulquappen und Nacktschnecken verglichen, aber auch das ist nicht treffend – so viele Eigenheiten haben diese Fische. Die auffallendste ist ein großer Bauch-Saugnapf, mit dem sie sich die meiste Zeit ihres Lebens an Fels, Steinen, Blättern u. Ä. festheften.
Wegen des Saugnapfs hielt man diese Fische anfangs für Verwandte des Seehasen, da sie ja auch den „sea snails“ (Liparidae) recht ähnlich sind (beispielsweise durch Schleim-Haut). Aber auch die (weitere) Zuordnung zu den Meergrundeln erwies sich als unhaltbar – zu verschieden ist auch deren Saugnapf, obwohl er bei allen drei Gruppen durch Verwachsung der brustständigen Bauchflossen entsteht. Aber es handelt sich eben nur um Konvergenzen.

## Bau
Lepadogaster (λεπαδογάστηρ f) bedeutet eigentlich „Napfschneckenbauch“, und das ist eine sehr gute Beschreibung. Der Saugnapf dieser Fische ist zweiteilig: der hintere Teil wird von den sehr verlängerten, verbreiterten vier Strahlen der Ventralia (jederseits) begrenzt; der vordere, kleinere von den Beckenplatten gestützt. Beide sind „fleischig“, mit Papillenreihen versehen. Man könnte meinen, diese zwei Teile seien gegeneinander etwas beweglich, der Fisch also auch angesaugt zu kleinen Lageänderungen befähigt. (Es gibt ja auch Schnecken, deren Fuß quergeteilt ist!) Aber auch beide Teile zusammen werden gegenüber dem Körper vor- und zurückgezogen. Dafür spricht auch das bei Fischen einzigartige Kugelgelenk zwischen Supracleithrum und Cleithrum im Schultergürtel. Der Kopf ist fast so lang wie der übrige Körper; das Tier erreicht kaum 7 cm Länge.
Der Fisch ist hinten am Kopf am breitesten und höchsten, davor aber depress; das Maul ist groß, vorne rundlich (also an einen Enten-Schnabel erinnernd), insgesamt aber zulaufend mit einem Gebiss aus zahlreichen spitzen Samt- bis Hechelzähnen zum Losreißen sich festklammernder Krebse u. a. Die Schnauze ist von unterschiedlicher Länge (Sexualdimorphismus?). Die Haut am Mundrand ist verdickt („Lippen“). Der Maxillarapparat ist abgeleitet percomorph (das Maul aber nicht sehr vorstreckbar). Von den Suborbitalia ist nur das Lacrimale vorhanden. Das Kopfkanal-System ist ziemlich reduziert, und auch von der Rumpfseitenlinie fehlt der Schwanzteil. Die Augen sind mittelgroß. Innen von den Augen, hinter den Narinen, fallen je zwei unterschiedliche, dunkle, steife Tentakel („Fühler“?) auf, die aber auch wieder (von Individuum zu Individuum) sehr verschieden lang sind; dahinter steht je ein kleiner, kugeliger Cirrus (vgl. Ophiodon elongatus). Das Praeoperculum läuft nach hinten in einen langen Stachel aus.
Flossenformel: D 16–19, A 11, P 22–24, V (I/)4, C 13–14. D und A sind durch Flossenhaut mit der runden C verbunden. Der untere Teil der Brustflosse ist kürzer und dient zum Aufstützen. Die Kiemenöffnungen sind sehr eng (stundenlanges Überleben außerhalb des Wassers) und liegen unmittelbar vor den Brustflossen-Basen.

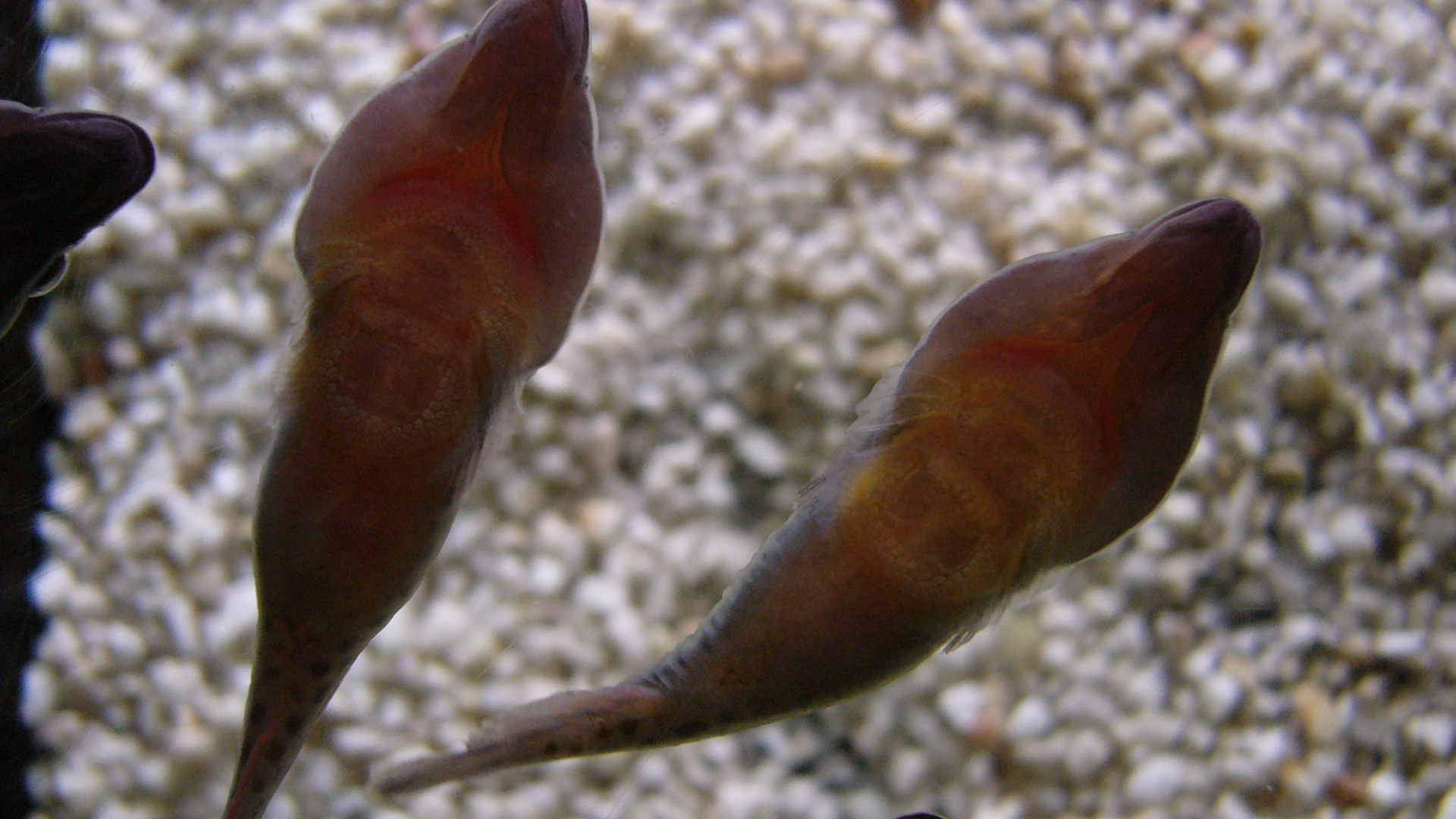
Lepadogaster sp., Unterseite (angesaugt an Glasscheibe im Aquarium finis-terrae in La Coruña).

Schuppen fehlen, aber die Haut ist durch eine dicke Schleimschicht geschützt. Die Rippen gehen von Gräten aus (nicht umgekehrt als sonst). Auch die Unpaarflossen zeigen eigenartige Abweichungen in ihrem Skelett. Bekannt sind die Ansauger ebenso dadurch, dass ihre Niere nur aktive Sekretion von (Wasser und) Abfallstoffen kennt, also keine Ultrafiltration des gesamten Blutvolumens wie bei den meisten Wirbeltieren. Ferner zählt Lepadogaster zu den wenigen Teleostei, deren Pronephros (Vorniere) zeitlebens keinen Funktionswechsel durchmacht (Guitel 1906).- Die Spermien sind zweigeißelig, wie bei Porichthys (ansonsten hat man noch viel zu wenig Kenntnisse, um dieses Merkmal deuten zu können).
Die Färbung ist höchst variabel: meist aschgrau mit Längsreihen großer rötlicher Flecken, aber auch insgesamt orange oder einförmig blau bis violett. Die Augen sind dunkel umrandet, und hinter jedem Auge gibt es meist einen großen, hellen Augenfleck, oft mit dunkelblauer „Pupille“ (besonders bei Männchen). Die Färbung ist ferner ziemlich rasch veränderlich, je nach Umgebung und Stimmung.

## Lebensweise
Lepadogaster ist sehr träge und kann tagelang an einer Stelle angesaugt verharren, selbst wenn diese infolge Gezeitenwechsels gelegentlich trockenfällt. Sie kommt daher in der Brandungszone felsiger Küsten, aber auch in Seegraswiesen und Fluttümpeln vor, natürlich gern versteckt etwa an der Unterseite von Objekten, auch bauchoben. Sie lebt von Asselkrebsen (Isopoda), Würmern, Schnecken u. a., mitunter auch kleinen Fischen, die in deren Vorbeischwimmen aufgeschnappt werden. Besonders zur Laichzeit kann es zu Kämpfen (Imponieren, Rempeln, Maulzerren) um günstige Verstecke kommen, in denen dann (im Spätfrühling) beide Eltern ihren Laichklumpen bewachen; die Eier sind am Dach der Spalte, Höhlung oder Muschelschale festgeklebt, fast 2 mm groß (ovoid, goldgelb bis grünlich). Die langgestreckten Larven (noch mit Schwimmblase) leben etwa zwei Wochen noch im Freiwasser, trachten aber danach, sich nicht weit vom Ufer zu entfernen.

## Verbreitung
Die Art kommt hauptsächlich im Mittelmeer (ausgenommen dessen südöstlichen Teil), offenbar auch im Schwarzen Meer vor, im westlichen Teil und im benachbarten Teil des Atlantiks (von Madeira, den Kanaren und dem Senegal bis an die französische Biscaya-Küste) teils zusammen mit den (früheren) Unterarten purpurea und zebrina.